# Burg Carriage Company
Die L. Burg Carriage Company war ein US-amerikanischer Fuhrwerks- und Automobilhersteller. Die Firma wurde bereits zu Zeiten des Sezessionskrieges (1861–1865) in Dallas City (Illinois) gegründet und stellte zunächst Fuhrwerke her.

## Beschreibung
1910 wurde das erste Automobil, ein Vierzylindermodell vorgestellt. Die Motoren kamen von der Rutenber Motor Company, die Fahrgestelle stammten aus eigener Fertigung. Schon 1912 wandte man sich Sechszylinderwagen zu und wollte ab 1913 mit den früheren Vierzylindermodellen nichts mehr zu tun haben.
In der Werbung wies die Firma darauf hin, dass „Hunderttausende von Dollars durch unbesonnene und unerfahrene Automobilkäufer verschwendet würden“, weil sie andere Automobile anstatt eines „Burg“ kauften … Die so gescholtenen (potentiellen) Kunden scheinen sich aber weiterhin gegen die Burg-Automobile entschieden zu haben, denn noch im selben Jahr wurde die Automobilfertigung eingestellt.

## Modelle
| Modell | Bauzeitraum | Zylinder | Leistung               | Radstand     | Aufbauten                             |
| ------ | ----------- | -------- | ---------------------- | ------------ | ------------------------------------- |
| K      | 1910–1912   | 4 Reihe  | 26–30 bhp (19–22 kW)   | 2845–2896 mm | Tourenwagen 5 Sitze                   |
| L      | 1910–1911   | 4 Reihe  | 30 bhp (22 kW)         | 2946 mm      | Roadster 5 Sitze                      |
| M      | 1910–1912   | 4 Reihe  | 30–32 bhp (22–23,5 kW) | 2845–2896 mm | Roadster 3 Sitze, Tourenwagen 7 Sitze |
| R      | 1912        | 6 Reihe  | 50 bhp (37 kW)         | 3353 mm      | Tourenwagen 7 Sitze                   |
| Six    | 1913        | 6 Reihe  | 60 bhp (44 kW)         | 3353 mm      | Tourenwagen 7 Sitze                   |